# マニュエル・オラツィ
マニュエル・オラツィ（Manuel Orazi、本名: Emmanuel Joseph Raphaël Orazi、1860年10月5日 - 1934年10月28日）はイタリア生まれで、主にフランスで活動したイラストレータである。アール・ヌーボーのスタイルのポスターや書籍の表紙絵、挿絵を描いた。

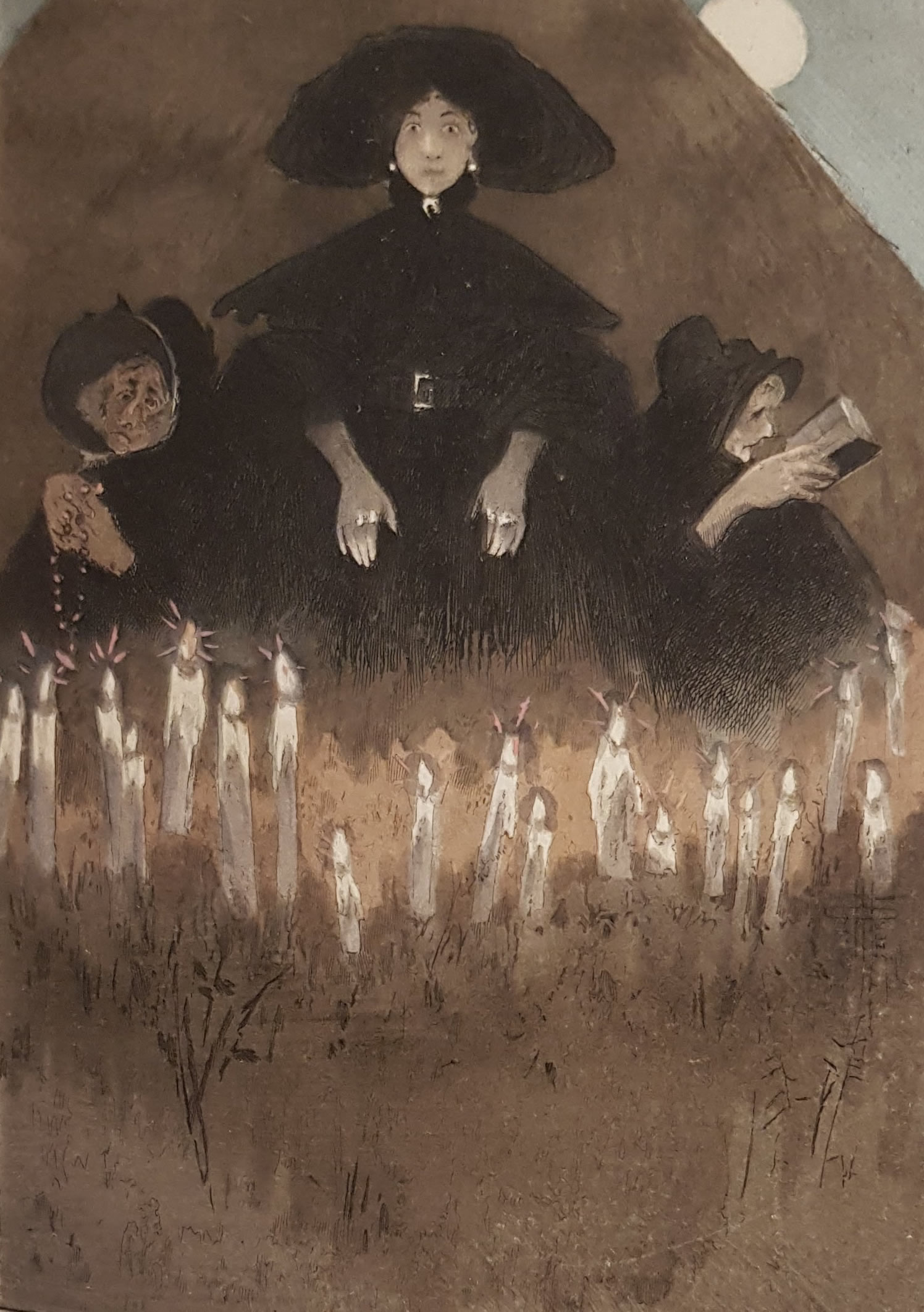
ジャン・ロランの"Ma petite ville"の挿絵 (1889)

## 略歴
ローマで生まれた。1883年から1884年の間、イタリアを代表するポスター画家が集まった、ミラノの出版会社リコルディの工房で働いた後、パリに移った。
パリでは多くの商業ポスターを製作し、宝飾店、「メゾン・ド・ラール・ヌーボー（Maison de l'Art Nouveau）」のためにポスターを描き、宝飾デザインした。コナン・ドイルの短編小説や、ボードレールの詩集、『惡の華』などの書籍の挿絵を描いた。
第一次世界大戦中はパリからモンジヴレに避難した。
1921年のジャック・フェデー監督の映画『女郎蜘蛛』(L'atlantide)のポスターも製作した。この映画では衣装デザインなども依頼された。その後も「Crainquebille 」(監督:フェデー、1922年）や「 Le Voile du bonheur 」（監督:Édouard-Émile Violet、1923年)などで映画の美術監督を務めた。
パリで死去した。

## 作品

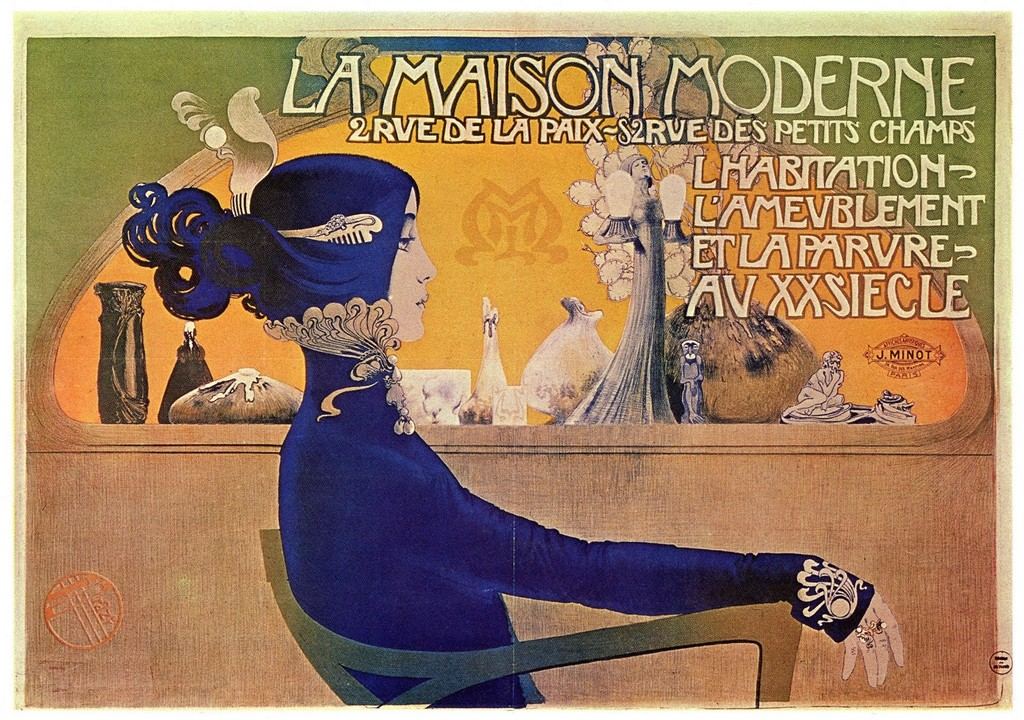
画廊、"La Maison Moderneのポスター(1902)
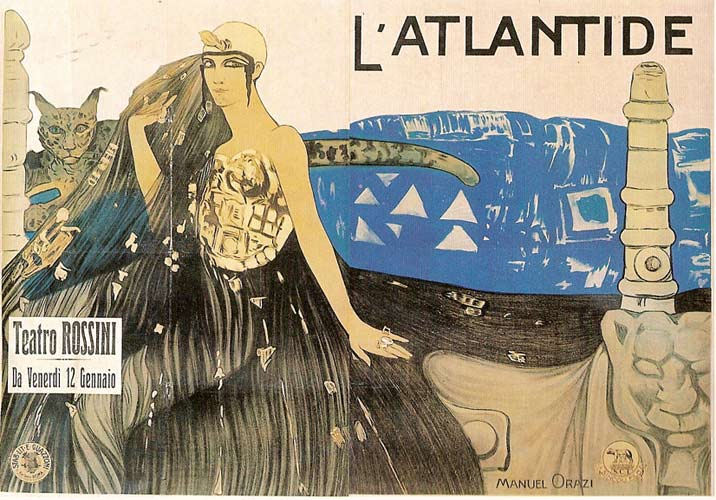
映画『女郎蜘蛛』のポスター(1921)
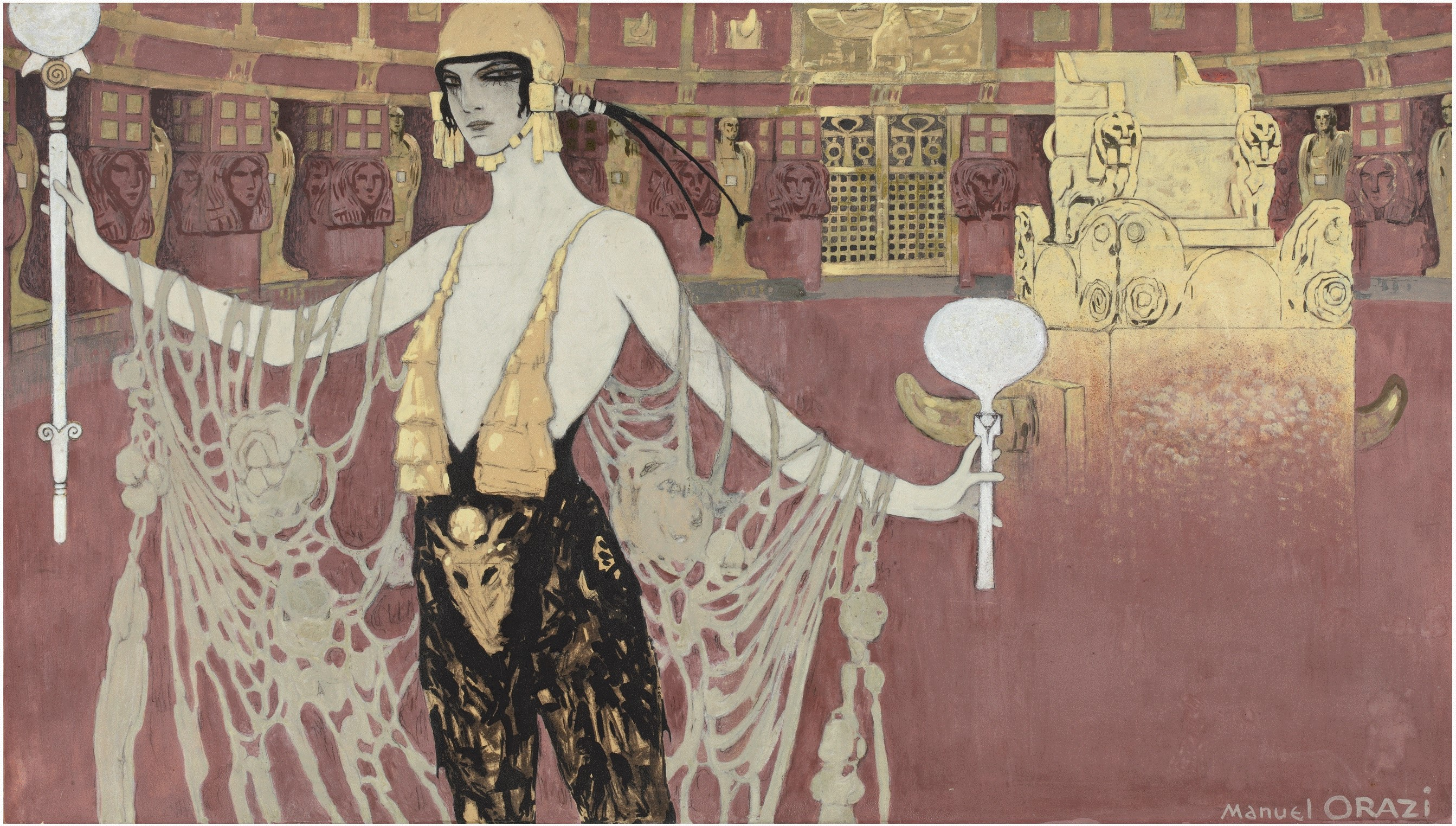
映画『女郎蜘蛛』のポスター(1921)

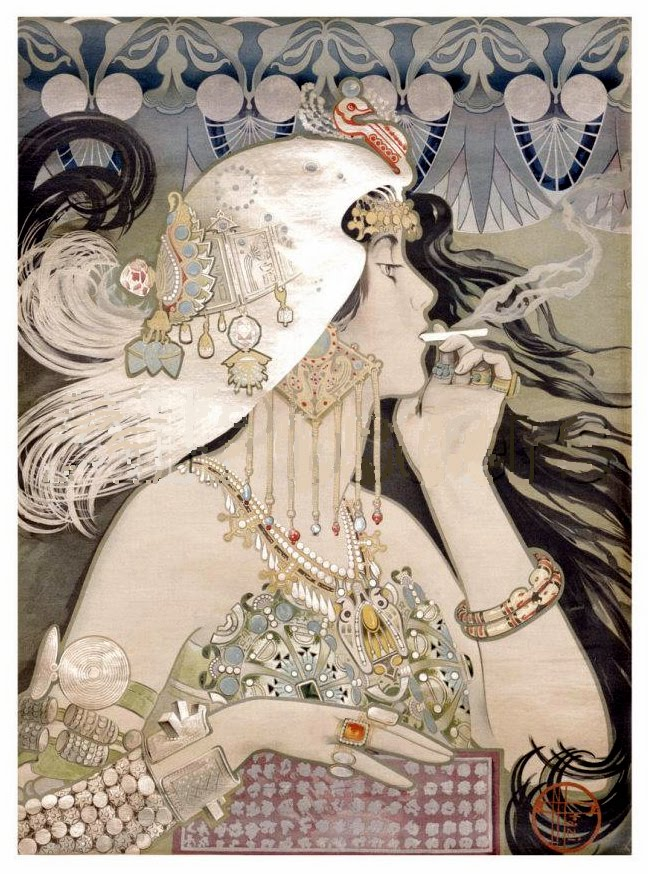
タバコのポスター
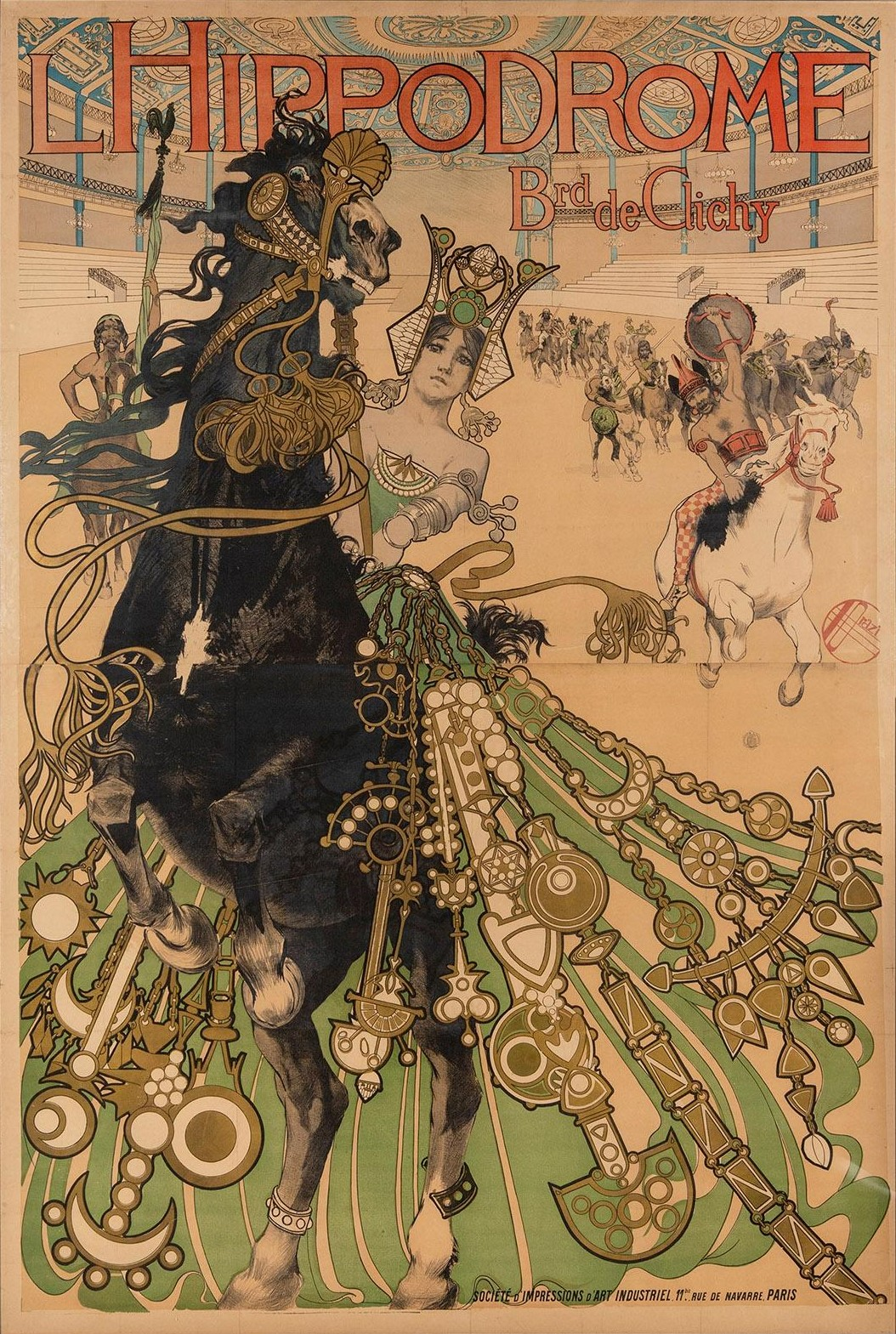
L'Hippodrome
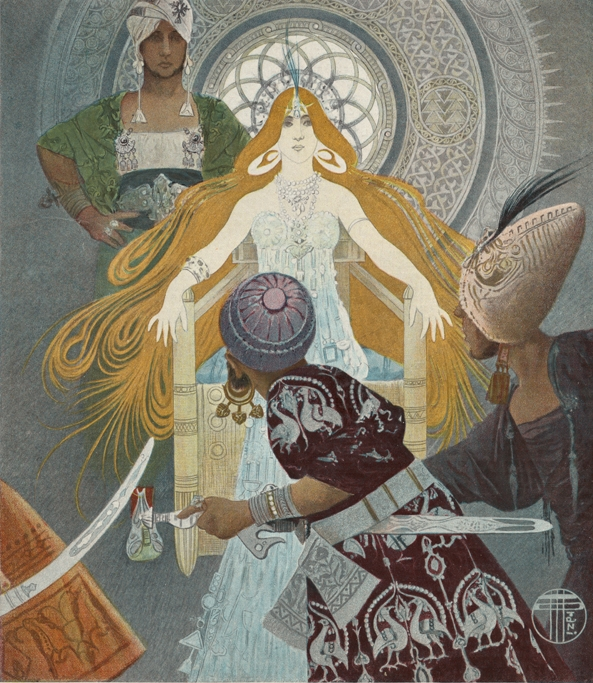
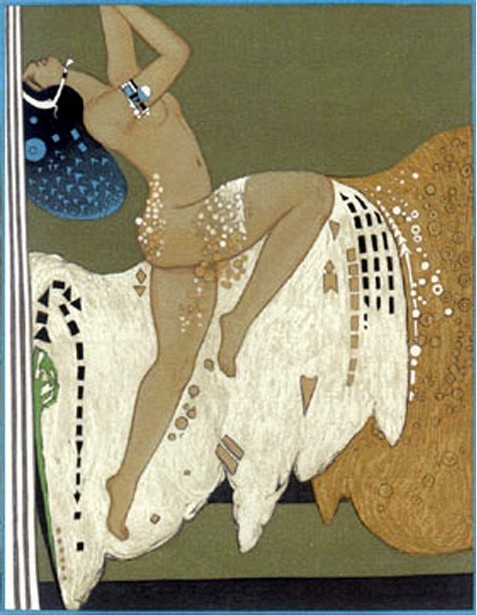
サロメ　(1930)